# 大乗院 (加須市)
大乗院（だいじょういん）は、埼玉県加須市にある真言宗豊山派の寺院。

## 歴史
創建年代は不明である。ただ開山の法印尊研が1592年（文禄元年）の寂とされているので、それよりも前に創建されたものと推測される。その後、江戸時代後期に法印智隆により中興された。1796年（寛政8年）に、現在も残る本堂が新築された。1904年（明治37年）に茅葺から瓦葺に屋根を改修した。
当院の山号は「川圦山」である。当地は利根川に近く、当時はこの土地に入り込んだ形になっていたことから「川圦」と呼ばれるようになった。また当院が別当寺となっていた川圦神社もこの地名に由来している。

## 交通アクセス
- 羽生ICより車10分。